# Sacra Conversación (Piero della Francesca)
La Sacra Conversación (en italiano, Sacra Conversazione) es considerada una obra maestra del pintor renacentista italiano Piero della Francesca. También es conocida como Pala de Brera (por conservarse en la Pinacoteca de Brera), Madonna del duque de Urbino o Virgen con el Niño y Santos. La composición muestra también al duque Federico de Montefeltro arrodillado. Mide 248 cm de alto y 150 cm de ancho. Se conserva en la Pinacoteca de Brera en Milán (Italia). 

## Historia
Fue realizada en 1472 (según otras fuentes, hacia 1474). Seguramente se terminó a principios del año 1475, puesto que el duque está retratado sin la condecoración de la Orden de la Jarretera, que recibió en el año 1474. Fue un encargo para la iglesia franciscana de San Donato degli Osservanti de Urbino. En aquella iglesia estuvo, durante un tiempo, sepultado el duque Federico de Montefeltro. Es muy probable que en la realización del retablo interviniera también el pintor de la corte Pedro Berruguete, a cuyo pincel Roberto Longhi atribuye las manos de Federico. 
Posteriormente, esta tabla estuvo expuesta en la iglesia de San Bernardino. En el año 1811 llegó a Milán por las incautaciones realizadas por Napoleón.

## Descripción
En el centro está representada María en un trono, con el Niño Jesús adormecido en su regazo, y en torno a ellos están los ángeles y los santos. El hombre arrodillado a la derecha, pintado de perfil y armado es el comitente, el duque Federico de Montefeltro. Se trata del tema iconográfico cristiano conocido como «conversación sagrada», forma relativamente nueva, pues había aparecido a mediados del siglo XV: se colocaba a la Virgen con el Niño en el centro, entronizados y bajo palio, y a su alrededor, diversos santos y el comitente de la obra, no hablando, sino en silencio, gozando de la Gloria.
El lugar al que iba destinada la obra explica la presencia de san Francisco y de san Bernardino de Siena, la cabeza de san Pedro mártir parece un añadido posterior para reequilibrar la composición. Aparecen igualmente San Juan Bautista, santo patrón de Battista Sforza, esposa del duque, y san Jerónimo penitente en cuanto protector de los humanistas. 
El marco de la obra es claramente arquitectónico. La composición tiene como fondo un ábside de iglesia en forma de vénera de la que pende un huevo de avestruz. Tiene una construcción perspectiva muy precisa, monofocal con el punto de fuga coincidiendo con la boca de la Virgen. Los cuerpos de los personajes son prolongados por las pilastras. 
Los arcos cortados y los fragmentos de ménsula que sobresalen hacen suponer que la obra haya sido reducida. Sobre la base de esta suposición muchos críticos de arte han desmentido las hipótesis precedentes según las cuales Piero della Francesca no había aplicado también a esta obra ninguno de los esquemas de perspectiva que había utilizado hasta aquel momento.

## Composición
Se trata de una obra majestuosa, con un inigualable equilibrio de rigurosa arquitectura pintada y luz. El telón de fondo arquitectónico armonioso y monócromo recuerda a las creaciones de Leon Battista Alberti, en particular la iglesia de San Andrés en Mantua, mientras las figuras se sumergen en una clara atmósfera luminosa.
El autor buscó representar la escena en el interior de una arquitectura clasicista porque la considera adaptada para construir un contenedor en perspectiva según la metodología de la perspectiva exacta, cuyo punto de fuga es la cabeza de la Virgen. Además, una estructura de este tipo aumenta el sentido de sacralidad y monumentalidad de la obra.
Según el criterio jerárquico tan estimado por la iconografía cristiana de la época, la Virgen es más grande que los demás personajes, pero aquí se consigue mediante el recurso de alzarla sobre un estrado y más adelantada, y el mismo Federico de Montefeltro está colocado al exterior para respetar el aura sagrada que se crea en torno a la virgen con el Niño y los santos.
El análisis minucioso de los detalles y el descriptivismo analítico son evidentes alusiones a la pintura flamenca, y se pueden notar en los detalles de la armadura del duque, en las perlas y joyas de los ángeles, las telas brocadas y los bordados de las orlas de los amplios mantos.
En esta pintura el autor pone en práctica sus estudios sobre los efectos del uso de la luz para diversos objetivos: para dar más volumen y plasticidad a las figuras; equilibrar la pintura con diversas elecciones cromáticas en las ropas; hacen aún más eficaz el efecto de la perspectiva a través del contraste entre las luces y las sombras (en los casetones, en las conchitas y en el huevo de avestruz).
Todas las cabezas de los personajes están sobre un mismo eje horizontal (principio de isocefalia). El eje vertical (huevo, ombligo del Cristo) reequilibra el eje horizontal anterior.

## Interpretaciones simbólicas
Al huevo que cuelga en la parte superior, y que señala hacia el ombligo del Niño, se pueden atribuir muchos significados simbólicos. Se puede entender como símbolo de vida o el nacimiento, como símbolo alquímico, como signo de nacimiento virginal (en este caso concreto, de la Virgen María), pero pudo haberlo elegido también como representación de la forma geométricamente perfecta. Cuelga de una vieira, que simboliza fecundidad.
Un ulterior significado se puede encontrar en la alusión a la familia del comitente, cuyo símbolo era precisamente el avestruz.
Incluso el collar de coral rojo que porta el Niño Jesús, del que cuelga un cornicello, es referencia al color de la sangre, símbolo de vida y de muerte, pero también de la función salvífica ligada a la resurrección de Jesucristo.